# Uday Taleb
Uday Taleb (6 de novembro de 1981) é um futebolista profissional iraquiano, goleiro, milita no Dohuk FC.

## Carreira
Saad Attiya integrou o elenco da Seleção Iraquiana de Futebol, nas Olimpíadas de 2004. 